# マルスゾウカブト
マルスゾウカブトは、昆虫綱コウチュウ目カブトムシ亜科ゾウカブト属に分類されるカブトムシ。種小名はローマ神話の軍神マールスに由来する。

## 概要
ペルーやブラジルなど南アメリカ大陸に分布する。
体長は♂75 - 140mm ♀55 - 80mm。
体毛が生えないタイプのゾウカブトとしては、アクティオンゾウカブトと並び世界最大級で、オスの体長は最大個体で130mmに達する。体重は最大個体では約50gに達する（ちなみにヘラクレスオオカブトは約40g。）。
外見はアクティオンゾウカブトに似るものの、
- オスの胸角が放射状に細長く伸びる点[1]
- 体に艶がある点[2]

からアクティオンとは区別される。また、アクティオンに比べるとスリムな印象を受ける。
爪が大きく力も強い。木の上で生活していることが多い。本種はコーカサスオオカブトほど凶暴ではないものの、エレファスゾウカブトなど他のゾウカブト類と比べると闘争心が強く、気性が荒いと言われている。また、戦闘能力はヘラクレスオオカブトなどの世界最強クラスのカブトムシにも匹敵するといわれている。ただし角が上を向いているため、敵の下に入れて持ち上げることはできず、戦闘の際はアクティオンゾウカブトなどと同様に、体格を生かして敵を押し出す戦法をとる。大きな体を立て前脚を振り回して威嚇してくることもあり、あまりの迫力に、恐れをなして逃げてしまう敵も多い。
他のゾウカブト類と同様に、幼虫期間が長く、成虫になるまで2年ほどかかる。